# Pseudosmittia tenebrosa
Pseudosmittia tenebrosa är en tvåvingeart som beskrevs av Maurice Emile Marie Goetghebuer och Lenz 1943. Pseudosmittia tenebrosa ingår i släktet Pseudosmittia och familjen fjädermyggor.
Artens utbredningsområde är Österrike. Inga underarter finns listade i Catalogue of Life.